# Falling Down (canción de Lil Peep y XXXTentacion)
Falling Down es una canción de los raperos estadounidenses Lil Peep y XXXTentacion. Se incluyó como una pista extra en la edición de lujo del segundo álbum de estudio de Lil Peep Come Over When You're Sober, Pt. 2 (2018). La canción fue lanzada póstumamente como el sencillo principal del álbum el 19 de septiembre de 2018. La canción fue producida por IIVI, John Cunningham y Mike Will Made It. "Falling Down" fue originalmente una canción escrita por Lil Peep y el cantante iLoveMakonnen bajo el título "Sunlight on Your Skin", y XXXTentacion también recibió un crédito de escritura por la versión final.
Después de la muerte de Lil Peep el 15 de noviembre de 2017, por una sobredosis de fentanyl-Xanax, XXXTentacion encontró un fragmento de la canción en YouTube y se comunicó con iLoveMakonnen para grabar un verso. Esta nueva versión alcanzó el puesto número trece en la lista Billboard Hot 100 de los Estados Unidos, convirtiéndose en el sencillo de Lil Peep con las listas más altas en los Estados Unidos. Desde entonces, la canción ha sido certificado Platino por la Recording Industry Association of America (RIAA).

## Antecedentes
"Falling Down" se grabó originalmente como "Sunlight on Your Skin" durante una sesión de estudio en Londres entre iLoveMakonnen y Lil Peep como parte de un proyecto de colaboración. El productor afirmó que la letra "Let's watch the rain while it's falling down" se describió que en el momento en que Lil Peep grabó la canción, estaba lloviendo a cántaros. En noviembre de 2017, Lil Peep murió por una sobredosis accidental de fentanyl-Xanax, dejando el proyecto sin terminar. La canción fue reproducida en vivo por iLoveMakonnen luego de su muerte y luego fue subida a YouTube como un fragmento, donde XXXTentacion la escuchó.
XXXTentacion no se había reunido con iLoveMakonnen en persona, pero una vez habló con él por teléfono a finales de 2016 cuando estaba en prisión lidiando con cargos de agresión agravados. XXXTentacion se puso en contacto con iLoveMakonnen y grabó un verso sobre Makonnen en homenaje a Lil Peep, se cita al rapero diciendo que si hubiera visto el lado mejor de Peep antes de morir, habrían sido buenos amigos. XXXTentacion fue asesinado a tiros el 18 de junio de 2018.

## Lanzamiento
La canción fue lanzada el 19 de septiembre de 2018, luego de un largo retraso, siendo anunciada por las madres de Lil Peep y XXXTentacion. La madre de XXXTentacion, Cleopatra Bernard, subió la vista previa en Instagram, subtitulándola con "De la mamá de Peep y yo" con Makonnen afirmando que eran los deseos de las madres.

## Posicionamiento en lista
| Lista (2018)                                | Mejor posición |
| ------------------------------------------- | -------------- |
| Alemania (Offizielle Deutsche Charts)       | 12             |
| Australia (ARIA)                            | 7              |
| Austria (Ö3 Austria Top 40)                 | 10             |
| Bélgica (Flandes) (Ultratop 50)             | 43             |
| Bélgica (Valonia) (Ultratip Bubbling Under) | 11             |
| Canadá (Canadian Hot 100)                   | 5              |
| República Checa (Singles Digitál Top 100)   | 3              |
| Dinamarca (Tracklisten)                     | 5              |
| Escocia (Scottish Singles Sales Chart)      | 76             |
| Eslovaquia (Singles Digitál Top 100)        | 44             |
| España (Top 100 Canciones)                  | 55             |
| Estonia (Eesti Ekspress)                    | 4              |
| Finlandia (OFC)                             | 1              |
| Francia (SNEP)                              | 48             |
| Hungría (Single Top 40)                     | 10             |
| Hungría (Stream Top 40)                     | 2              |
| Irlanda (IRMA)                              | 9              |
| Italia (FIMI)                               | 29             |
| Latvia (LAIPA)                              | 1              |
| Lithuania (AGATA)                           | 1              |
| Países Bajos (Mega Single Top 100)          | 24             |
| Nueva Zelanda (Recorded Music NZ)           | 1              |
| Noruega (VG-lista)                          | 1              |
| Portugal (AFP)                              | 6              |
| Russia Airplay (Tophit)                     | 11             |
| Suecia (Sverigetopplistan)                  | 1              |
| Suiza (Schweizer Hitparade)                 | 9              |
| Reino Unido (UK Singles Chart)              | 10             |
| Estados Unidos (Billboard Hot 100)          | 13             |
| Estados Unidos (Alternative Airplay)        | 35             |
| Estados Unidos (Rhythmic)                   | 40             |